# Albstadt
Albstadt – miasto w Niemczech, w kraju związkowym Badenia-Wirtembergia, w rejencji Tybinga, w regionie Neckar-Alb, w powiecie Zollernalb, siedziba wspólnoty administracyjnej Albstadt. Leży w Jurze Szwabskiej, mniej więcej w połowie drogi między Stuttgartem a Jeziorem Bodeńskim. Albstadt jest największym miastem w powiecie.
Miasto powstało w 1975 roku w wyniku połączenia dziewięciu niezależnych dotąd gmin: Ebingen, Tailfingen, Onstmettingen, Truchtelfingen, Pfeffingen, Lautlingen, Laufen an der Eyach, Margrethausen i Burgfelden.
Do Albstadt należy wzniesienie Raichberg, na którym znajdują się punkt widokowy i nadajnik radiowo-telewizyjny.

## Demografia
| Herb                      | Herb    | Herb       | Herb          | Herb           | Herb       | Herb       | Herb                | Herb          | Herb       |
| ------------------------- | ------- | ---------- | ------------- | -------------- | ---------- | ---------- | ------------------- | ------------- | ---------- |
| Dzielnica                 | Ebingen | Tailfingen | Onstmettingen | Truchtelfingen | Pfeffingen | Lautlingen | Laufen an der Eyach | Margrethausen | Burgfelden |
| Liczba mieszkańców (2006) | 19 618  | 12 234     | 5 384         | 3 229          | 2 168      | 1 998      | 1 753               | 1 084         | 345        |
| Liczba mieszkańców (2007) | 19 339  | 12 091     | 5 314         | 3 223          | 2 131      | 1 987      | 1 753               | 1 087         | 338        |
| Liczba mieszkańców (2008) | 19 265  | 12 072     | 5 260         | 3 189          | 2 147      | 1 988      | 1 777               | 1 069         | 346        |
| Liczba mieszkańców (2009) | 19 196  | 11 895     | 5 194         | 3 210          | 2 074      | 1 942      | 1 764               | 1 046         | 382        |
| Liczba mieszkańców (2010) | 18 718  | 11 522     | 5 006         | 3 101          | 2 144      | 1 833      | 1 709               | 1 023         | 364        |